# チチ (カクテル)
チチ（英: Chi Chi）はトロピカルカクテルの定番の1つ。
同じくトロピカルカクテルの定番の1つとされるピニャ・コラーダとは見た目も材料も似ており、混同されることも少なくない。

## 概要
ハワイで誕生したと言われる。1950年代から1960年代に誕生したと考えられているが、裏付ける資料は確認されていない。
チチの原義はフランス語のシシ（フランス語: chichi、シーシー）であり、女性用ブラウスの胸元にあるフリルを指す語であった。それが米語に入り、「かっこいい」「粋な」「スタイリッシュな」という意味合いの俗語となった。
当初はラム酒を使ったカクテルであったが、ピニャ・コラーダが考案されたため、ウォッカを使用するようになったと言われている。また、ピニャ・コラーダのバリエーションとして誕生したとする説もある。
日本においては、1979年から1980年代前半にサントリー主導で行われた「トロピカルカクテル・キャンペーン」で採り上げられたため知名度が高い。
ベースとなるウォッカのアルコール度数は高いが、同時に使用されるパイナップルジュース、ココナッツミルクの分量も多いので、できあがりのアルコール度数は10度以下となる。パイナップルジュース、ココナッツミルクの甘味、酸味のために飲みやすい口当たりではあるが、一般的なビールと比べるとアルコール度数は高い。

## レシピの例
材料
- ウォッカ - 30ml
- パイナップルジュース - 80ml
- ココナッツミルク - 45ml

作り方
1. 氷と共に材料をシェイクし、氷を詰めたグラスに注ぐ。
2. カットしたパイナップル、マラスキーノチェリーなど好みのフルーツを飾る。

## バリエーション
ピニャ・コラーダ
ウォッカをホワイト・ラムにかえる。
バージン・チチ（Vergin Chi Chi）
ウォッカを抜いたノンアルコールカクテル。ピニャ・コラーダのノンアルコール版でもある。